# William Frederick Fisher
William Frederick Fisher (Dallas, 1º aprile 1946) è un ex astronauta e medico statunitense. Ha partecipato alla missione spaziale STS-51-I come specialista di missione dello Space Shuttle nel 1985.